# Сальхад
Сальхад (араб. صلخد) — місто на півдні Сирії, в провінції Ас-Сувейда. Місто є адміністративним центром району Сальхад, одного з трьох районів провінції. Населення — 9 155 мешканців (2004). Місто розташоване на висоті 1 350 м над рівнем моря, на височині Джебель-аль-Друз.
32°29′30″ пн. ш. 36°42′40″ сх. д. / 32.49167° пн. ш. 36.71111° сх. д.